# Чехова, Мария Павловна
Мари́я Па́вловна Че́хова  (31 июля [12] августа 1863, Таганрог — 15 января 1957, Ялта) — сестра А. П. Чехова. Педагог, художница, создательница Дома-музея А. П. Чехова в Ялте. Заслуженный деятель искусств РСФСР (1953).

## Биография
Родилась 31 июля (ст. ст.) 12 августа 1863 года в Таганроге (ныне Ростовская область). В 1872 году поступила в таганрогскую Мариинскую женскую гимназию. После разорения семьи и переезда в 1876 году в Москву среднее образование завершила в Филаретовском женском епархиальном училище — в 1884 году. В 1882—1885 годах училась на высших женских курсах проф. В. И. Герье.
В 1886—1904 годах преподавала историю и географию в частной московской женской гимназии Л. Ф. Ржевской. В 1903 году получила золотую медаль на Станиславской ленте за «Усердие по образованию».
М. П. Чехова серьёзно занималась живописью. В 1890-е годы училась живописи в Строгановском училище и в частной студии А. А. Хотяинцевой. В живописи ей помогали В. А. Серов, К. А. Коровин, И. И. Левитан.

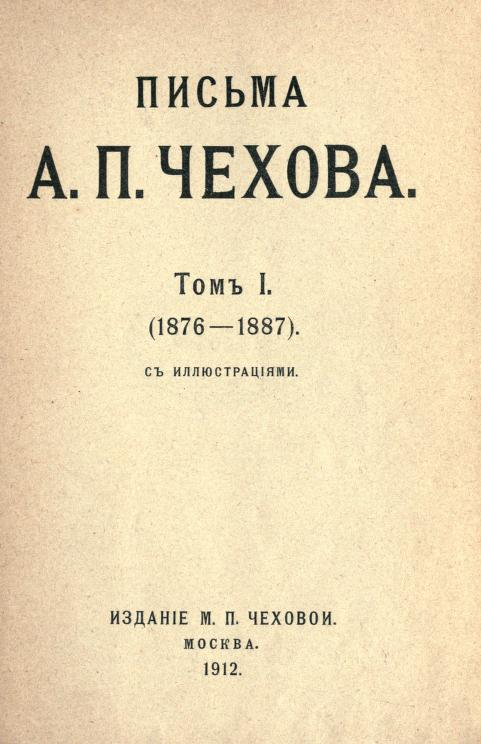
Том писем А. П. Чехова, подготовленный к изданию сестрой в 1912 году.

В Мелихово помогала брату А. П. Чехову в строительстве школ, лечении крестьян, хозяйственных работах. После его смерти посвятила свою жизнь собиранию и изданию литературного и эпистолярного наследия брата.
В 1914 году М. П. Чехова передала музею в Таганроге личные вещи Антона Павловича, а также присутствовала в Таганроге на открытии и освящении нового здания библиотеки и музея, построенного по проекту друга А. П. Чехова — академика Ф. О. Шехтеля.
С 1921 года была бессменным директором созданного ею Ялтинского дома-музея А. П. Чехова.

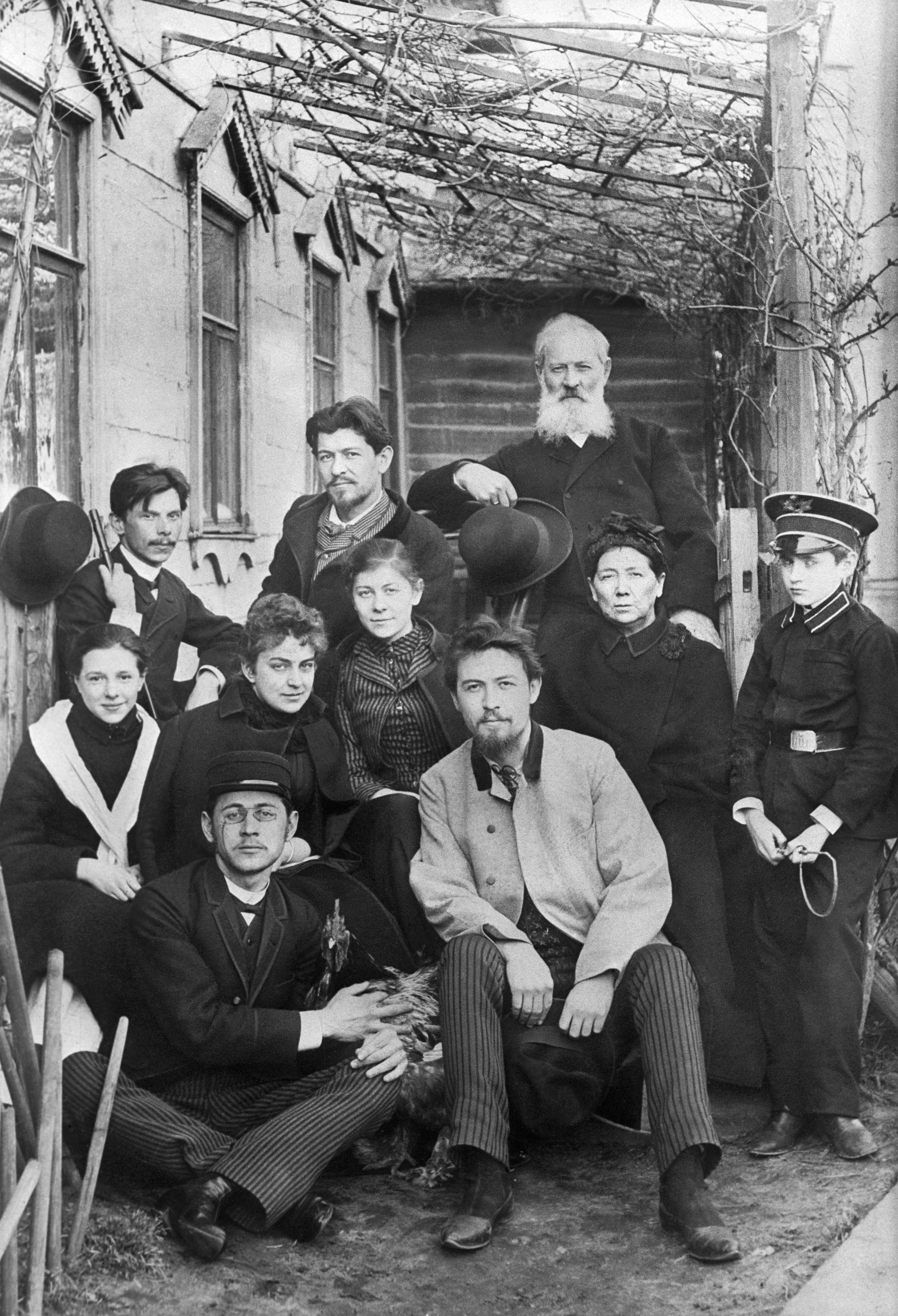
Чеховы с друзьями. Сверху: Иван, Александр, Павел Егорович. Второй ряд: М. Корнеева, Лика Мизинова, Мария, Евгения Яковлевна, Серёжа Киселёв. Снизу: Михаил, Антон. 1890 год.

В 1935 году вместе с О. Л. Книппер-Чеховой приезжала на родину в Таганрог участвовать в празднествах, посвящённых 75-летию со дня рождения А. П. Чехова. Таганрогской школе № 2 было присвоено имя А. П. Чехова.
За многолетнюю работу по сохранению Ялтинского Дома-музея и издание литературного наследия А. П. Чехова 14 июля 1944 года была награждена орденом Трудового Красного Знамени.
Умерла 15 января 1957 года в Ялте от инфаркта.
Похоронена рядом с матерью Е. Я. Чеховой в Ялте на городском кладбище.

## Мемуары
Воспоминания об А. П. Чехове: Из далёкого прошлого. — Государственное издательство художественной литературы СССР, 1960. — 290 с. — 75 000 экз.

## Источник
- Шапочка Е. А. Чехова Мария Павловна // Энциклопедия Таганрога. — Таганрог: Антон, 1998. — С. 538. — ISBN 5-88040-017-4.